# Mario Pergolini
Mario Daniel Pergolini (Buenos Aires, Argentina; 3 de julio de 1964) es un presentador de radio, televisión, dirigente deportivo y empresario argentino. Actualmente se desempeña en Vorterix, donde conduce «Deja que entre el sol».
Es conocido por la participación en el programa radial y televisivo Rock and Pop y Cuál Es?, también por la creación del programa de humor Caiga quien caiga (CQC). También condujo y produjo el programa Algo habrán hecho por la historia argentina. En 2012 creó la estación de radio Vorterix, de la cual actualmente es el encargado y primer fundador.
Se presentó para ser vicepresidente primero en las Elecciones 2019 por la dirigencia del Club Atlético Boca Juniors, en las cuales finalizó en primer lugar junto a Jorge Amor Ameal como presidente. Ejerció el cargo de vicepresidente desde diciembre de 2019 hasta marzo de 2021.
El 14 de julio de 2025, después de 15 años, regresó a la televisión de aire con Otro día perdido, un programa en el que repasa las noticias del día en formato Late show. El programa se emite de lunes a viernes, en el prime time de eltrece.

## Biografía
Pergolini nació en la ciudad de Buenos Aires, el 3 de julio de 1964. Es el segundo hijo de Ronaldo Silvestre Pergolini y Beatriz Mancione. Su padre Edmundo nació en la ciudad de Junín, Provincia de Buenos Aires; mientras que su madre es del barrio porteño de Barracas
Pergolini vivió su infancia y adolescencia en San Isidro y en Martínez. Cursó estudios primarios en el colegio Santa Isabel y el secundario en el La Salle Florida, en Vicente López. Tras problemas con las autoridades del instituto, cambió de escuela y finalizó sus estudios secundarios como técnico electromecánico.
Mario Pergolini reconoció que uno de sus entretenimientos favoritos de niño, era simular ser un locutor de radio, solía grabar en casetes su voz, que sobreponía en temas musicales para emular a los presentadores de radio.
Hasta los doce años solo escuchó música clásica y jazz, hasta que descubrió a Pink Floyd a través de su disco de 1973 The Dark Side of the Moon, en donde encontró el lado más experimental del rock. Continuó con Deep Purple, su álbum Machine Head, –Highway Star (Estrella en el Camino)– lo introdujo para siempre en el rock, que en parte le cambiaría la vida.

## Carrera
En 1982, se afilió y formó parte del Club Social y Deportivo Defensa y Justicia. Militó un tiempo en un comité de la Unión Cívica Radical, pero abandonó un tiempo después. Trabajó en casa de gobierno durante el gobierno de Raúl Alfonsín e incluso le comunicó su renuncia al mismísimo expresidente.
En 1985, trabajó con Alejandro Rozitchner, en su programa que se llamaba "Todo Mal" y se emitía por Radio Belgrano, en donde ofició de asistente.
Mientras tanto también trabajaba en una empresa de tiempo compartido, donde su jefe lo puso en contacto con un joven recién egresado de la escuela superior de periodismo del Instituto Grafotécnico, Ari Paluch. Los dos discutieron sus ideas y proyectos, así finalmente nació "Feedback"; el que sería oficialmente el primer programa de Pergolini en la radio y medios en general. Presentaron la demo en FM de Radio Continental, en donde gustó y comenzaron con "Feedback" el 1 de agosto de 1985.
También por esta época en que conducía "Feedback", había comenzado a estudiar en la Universidad del Salvador la carrera de Comunicación social, la cual abandonó tiempo después tras una discusión con uno de los profesores, entre otras cosas que le disgustaban.
En 1986 el programa se mudó a una efímera estación de Frecuencia Modulada llamada FM Okey. En compañía de Paluch generaron una renovación en el estilo de programas para jóvenes de aquella época, en horario nocturno. En dicha estación permanecieron hasta fines de ese año. Paralelamente, el dúo de conductores realizó pequeñas participaciones en el programa de TV Badia & Compañía, que se emitía los sábados por la tarde en el Canal 13 de Buenos Aires.
En 1987 el programa muda nuevamente de emisora y pasa a formar parte de la nueva programación de la FM de Radio Buenos Aires, la Rock & Pop (en el 106.3 del dial por aquellos años, y con los estudios en la Avenida Belgrano 270 de Capital Federal). También comenzó por aquel entonces el programa radial Radio Bangkok, con Lalo Mir, Douglas Vinci y Bobby Flores. Hasta ese entonces la FM solo pasaba música las veinticuatro horas y este fue el primer cambio radical en más de dos años de transmisión. El ciclo pasó a la tarde en lugar de su horario nocturno en FM OKEY, manteniendo su línea artística. Paralelamente desarrolló junto con Mir, Vinci, Flores, Daniel Grinbank y las modelos Lara Zimmermann y Raquel Mancini el polémico programa "Rock & Pop TV", que se emitía por Canal 11 de Buenos Aires. Ese mismo año acompaña a Soda Stereo en parte de su gira "Signos".
Al año siguiente, 1988, Mario Pergolini se separó de su coequiper Paluch y comenzó, producido por Eduardo de la Puente (y en horario nocturno), el programa "Malas Compañías", siempre por Rock and Pop. El programa continuó en el aire hasta mediados de 1989, cuando se tomó la decisión artística de levantar toda la programación tras perder por primera vez en años el liderazgo en las mediciones del segmento adolescente ante otra emisora clásica de la época, la FM Z95. En ese entonces Pergolini realizó su segunda incursión televisiva junto a Jorge Guinzburg en el programa "Penúltimo Momento", que salía al aire por Tevedos.
En 1990, luego de numerosos fracasos profesionales, decidió tomar un respiro de tantas presiones y retomar su viejo oficio, por lo que luego de algunas semanas de encausto y desazón volvió a conducir su taxímetro Peugeot 404 en la ciudad de Buenos Aires, el cual tenía guardado en un garaje del barrio porteño de La Paternal, como último recurso en el caso de que las cosas no salieran tan bien como esperaba, cosa que finalmente sucedió producto de su oscura forma de relacionarse con los medios de comunicación de la época. Pero quien diría que este fuera el recurso con el que comenzara a amasar su pequeña pero gran fortuna.
En 1991 debutó en Cablevisión con su primer protagónico en TV, "Videolínea". Uno de los socios de la productora de este programa era Diego Guebel, amigo de Pergolini de la Universidad del Salvador. A los pocos meses se trasladó a la TV abierta, más precisamente primeramente a Canal 2 América Te Ve y luego a ATC, donde junto a Pipo Cipolatti (cantante de la banda Los Twist) y Paki Galé conducen el ciclo La TV ataca. Se terminaría yendo de Canal 7 por problemas con Gerardo Sofovich, ya que se produjo un conflicto gremial y Pergolini se manifestó a favor de los trabajadores.
En 1992 el ciclo se mudó al Canal 9 de Alejandro Romay, quien le ofreció también la conducción de un programa los domingos a la noche para competir con "Ritmo de la Noche", de Marcelo Tinelli. El ciclo se llamó "Hacelo por mí", por la canción homónima de la banda punk argentina Attaque 77. Simultáneamente, en radio comenzó junto a Conrado Geiger, Juan Di Natale, Leo Fernández y Marcelo Gantman un programa llamado "Podría ser Peor", que salía al aire de lunes a viernes por la tarde, siempre por FM Rock & Pop.
A principios de 1993, Pergolini comenzó un nuevo programa de radio en la FM Rock & Pop 95.9, llamado "¿Cuál es?", conducido junto a Eduardo De la Puente y Marcelo Gantman (hasta el 23 de diciembre de 2011) y que se había convertido en el programa radial en FM más escuchado de la Argentina.[cita requerida].
A mediados de 1996, desde su programa "¿Cuál es?", se realizó la primera transmisión de radio en vivo por Internet de Latinoamérica desde los estudios de la Rock&Pop. Dicha transmisión fue realizada por Gustavo Font, en aquella época, un joven innovador que colaboraba con la radio y que años más tarde formaría una empresa de tecnología junto a Charly Alberti, el reconocido baterista de Soda Stereo.En 1995 llevó a la televisión porteña un proyecto: CQC (Caiga Quien Caiga). El programa se emitió por América TV hasta 1999 cuando culminó la primera etapa del mismo. El programa recién volvió en 2002, esta vez en la pantalla de Canal 13 donde permaneció hasta 2005. Desde 2006 hasta 2011 el programa es emitido por Telefe, aunque Pergolini y De la Puente ya habían abandonado el programa en diciembre de 2008. El mismo, luego de algunas transformaciones, cambió a canal 2 América TV en 2012, a cargo solo de dos conductores, Juan Di Natale y Guillermo López.
CQC se presenta como un programa de ruptura con la televisión tradicional, que hace una crítica de los políticos y de la farándula a partir de la ironía y la parodia. Esto le valió ser considerado en el medio televisivo un programa no meramente de humor, sino un periodístico de fuerte crítica política y social. No obstante, esto es criticado en la publicación "Caiga Quien Caiga", de Santiago Gándara (profesor de la carrera de Ciencias de la Comunicación en la Universidad de Buenos Aires), quien sostiene que CQC presenta más continuidades que rupturas con la televisión tradicional.
Señala que Mario Pergolini se presenta como un representante estereotípico de la juventud, por ser espontáneo, provocador, contestatario y rebelde. Pero que, en realidad, no presenta juicio alguno a la estructura y el funcionamiento de los medios y el poder político. Las acciones supuestamente "rebeldes" son un juego inofensivo, por lo que el "joven rebelde" se burla de todo menos de los fundamentos de aquello de lo que se burla.
Es conocida su rivalidad con Marcelo Tinelli, que comenzó cuando Pergolini conducía La TV ataca y Tinelli VideoMatch. Luego la pelea siguió con otro enfrentamiento de programas: Pergolini con "Hacelo por mí" y Tinelli con Ritmo de la noche. En todos los casos, el enfrentamiento era entre dos estilos opuestos, aunque ambas productoras se asociaron para diferentes proyectos, por ejemplo el reality show "El Bar" en la televisión española.
En 1997 condujo un programa llamado "Televisión", el que duró apenas dos emisiones. En él, mostraba diferentes cosas que hacer o investigar en la incipiente Internet de aquel entonces.
En 2000 coprodujo dos filmes: La ciénaga y Plata quemada. En 2004 participó en los últimos capítulos de la primera temporada de Floricienta; cuando Federico (Juan Gil Navarro), se va al cielo, Pergolini personifica a Dios.
En el año 2005 se emite por El Trece la primera temporada del ciclo "Algo habrán hecho por la historia argentina" con la conducción de Pergolini (también productor) y el divulgador de historia argentino Felipe Pigna (idea original), que narra, de manera entretenida y didáctica, los principales hechos que se sucedieron en el país, desde sus inicios, a comienzos del siglo XIX hasta la actualidad. En el año 2006 el programa pasa a Telefe y es conducido por Pergolini y Pigna nuevamente.
A finales de 2008 se estrena la tercera temporada, nuevamente en la pantalla de Telefe, ya sin Pergolini (que había decidido a comienzos de ese año retirarse definitivamente de la televisión), que es reemplazado por Juan Di Natale, encargado de la conducción junto a Pigna.
Durante 2007 produjo y fue el conductor de la adaptación de formato del programa El Gen Argentino. El mismo buscaba encontrar a la figura representativa de todos los argentinos. El ganador elegido por votación del público fue José de San Martín. En este programa en la última transmisión dijo una frase que es famosa a día de hoy: "¿Hace falta un programa de televisión para saber que San Martín fue el argentino más grande?" frase que se sigue recordando hasta el día de hoy.
En 2011 tuvo una participación en la tira de Pol-ka, Los únicos en la cual interpretó a Samuel Rilke, el secuestrador de Gabriel Nielsen, el personaje de Adrián Suar.
El 12 de junio de 2011, el histórico jugador de Boca Juniors, Martín Palermo, realizó su despedida del fútbol profesional en su último partido oficial frente a Banfield. Al término de ese encuentro, Pergolini (reconocido hincha de Boca), condujo dentro del campo de juego una despedida organizada por la dirigencia Xeneize, donde Palermo recibió regalos y dedicó unas palabras a la gente que asistió ese día a La Bombonera.
El 23 de diciembre de 2011 se despidió definitivamente de Cuál Es? y de la Rock and Pop tras 19 años conduciendo el programa y 25 en la Radio.

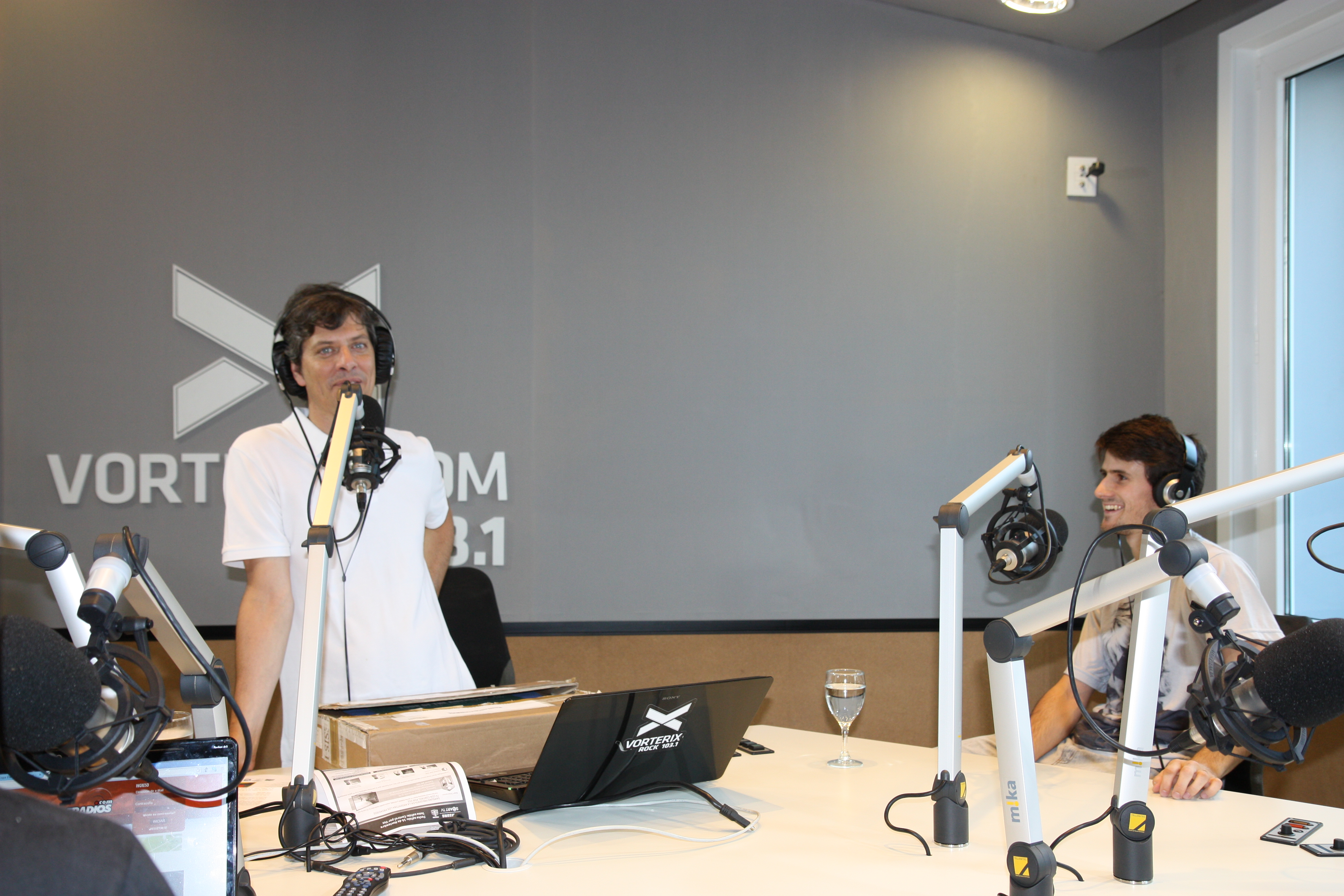
Pergolini en los estudios de Radio Vorterix

A partir de 2012 comenzó su proyecto más ambicioso hasta la fecha: Vorterix, el cual incluye una radio (que está en la frecuencia de FM 92.1 de la Ciudad de Buenos Aires), un teatro con capacidad para 2000 espectadores, en el cual se desarrollan recitales y diversas actividades relacionadas con el rock (antiguo Teatro Argos o Colegiales, Avenidas F. Lacroze y Álvarez Thomas), y un sitio web en cual se realizan diversas transmisiones de recitales y conciertos en HD. Dicho proyecto fue encarado en sociedad con los empresarios Sergio Szpolski y Matías Garfunkel.
Durante 2014 en la fecha de su cumpleaños número 50 recorrió toda la música que lo marcó en su vida desde 1964 hasta la actualidad en el programa Tenemos Malas Noticias.
En 2016, su programa cambia de nombre a "Mala Mia", y en 2017 a Maldición va a ser un día hermoso.

## Carrera técnica deportiva

### Candidato a Vicepresidente de Boca Juniors

#### Elecciones 2015
En noviembre de 2015 Pergolini lanzó su candidatura a vicepresidente acompañando a Jorge Amor Ameal quien había presidido a Boca Juniors entre 2008-2011. El anuncio lo hizo por Vorterix, la radio que creó en 2012 "Voy a ser candidato a vicepresidente de Boca con Jorge Ameal" en más de una oportunidad había elogiado la gestión del expresidente. La fórmula Ameal-Pergolini salió en segundo lugar con el 30,97% de los votos.
| Candidato                   | Candidato                   | Vice                        | Agrupación      | Votos  | %      |
| --------------------------- | --------------------------- | --------------------------- | --------------- | ------ | ------ |
|                             | Daniel Angelici             | Rodolfo Ferrari             | La mitad+vos    | 11 421 | 42,78% |
|                             | Jorge Amor Ameal            | Mario Pergolini             | Juntos por Boca | 8 063  | 30,97% |
|                             | José Beraldi                | Rómulo Zemborain            | Pasión por Boca | 6 549  | 25,16% |
| Total de votos válidos      | Total de votos válidos      | Total de votos válidos      |                 | 26 033 | 99,80% |
| Votos nulos y blancos       | Votos nulos y blancos       | Votos nulos y blancos       |                 | 50     | 00,20% |
| Total de sufragios emitidos | Total de sufragios emitidos | Total de sufragios emitidos |                 | 26 083 | 100%   |

Fuente: Canchallena.com.ar

#### Elecciones 2019
En las elecciones de 2019 se presentó acompañando nuevamente a Jorge Amor Ameal en la fórmula, también se les unió Juan Román Riquelme como candidato a vicepresidente segundo. Las principales propuestas del espacio son la ampliación de la Bombonera mediante la compra de dos manzanas linderas, despartidizar el club, vigorizar la vida social y recuperar la presencia en las distintas federaciones.
| Candidato                   | Candidato                   | Vice                        | Agrupación                                 | Votos  | %      |
| --------------------------- | --------------------------- | --------------------------- | ------------------------------------------ | ------ | ------ |
|                             | Jorge Amor Ameal            | Mario Pergolini             | Frente para recuperar la Identidad Xeneize | 20 045 | 52,84% |
|                             | Christian Gribaudo          | Juan Carlos Crespi          | La Mitad más Vos                           | 11 607 | 30,60% |
|                             | José Beraldi                | Rodolfo Ferrari             | Unidos para Volver a Ganar                 | 6 225  | 16,41% |
| Votos sin contar            | Votos sin contar            | Votos sin contar            |                                            | 59     |        |
| Total de sufragios emitidos | Total de sufragios emitidos | Total de sufragios emitidos |                                            | 38 363 | 100%   |

Fuente: 

### Vicepresidente de Boca (2019-2021)
Pergolini estará al frente de los trabajos sobre la Bombonera, la búsqueda de su ampliación y la actualización tecnológica de todos los espacios del club
El 19 de diciembre Pergolini uso la cuenta oficial de Boca Juniors para denunciar públicamente la situación económica en que la gestión angelici dejó el club.
"El traspaso no fue lo que esperábamos, por distintas razones, y sólo nos entregaron un informe de lo económico que, si nos guiábamos por las declaraciones que se hacían constantemente, el club no está como todos creíamos", manifestó Pergolini, y agregó: "Se sabrá en breve con los resultados de la exhaustiva auditoría que hemos comenzado a hacer. Apenas la tengamos la publicaremos".
Según lo expresado por Angelici, socio y amigo de Mauricio Macri, la disponibilidad de caja que quedó en Boca al momento de finalizar su período fue de $338.246.511,94, equivalente a u$s5.368.992,25.
El 31 de diciembre Pergolini usó su página de Instagram para mostrar el momento en que Miguel Ángel Russo firmaba su contrato como nuevo director técnico de Boca y Jorge Amor Ameal mostraba su felicidad y después lo presentó ante los socios y periodistas.
El 31 de marzo de 2021 renunció a su cargo por la falta de acompañamiento que encontró en la dirigencia para con sus propuestas.

#### Candidatura a la presidencia de Boca Juniors
El 20 de mayo de 2023 anunció su candidatura a la presidencia de Boca Juniors por la lista Unidad Xeneize.
Se mostró crítico con la inclusión de la discusión política en el fútbol, de esta manera afirma que su lista sería independiente al partidismo político.

## Controversias
En 2005, La Justicia Nacional resolvió acerca de su conflicto con la familia Bussi que:

"La sátira no genera obligación de indemnizar."

La Cámara Nacional de Apelaciones en lo Civil, Sala “D” se expidió en un pleito iniciado por Ricardo Bussi (h), hijo del represor Antonio Bussi, contra Mario Pergolini y Cuatro Cabezas S.A. resolviendo que:

"La burla, el humor, la caricaturización de personajes, forman parte de la vida diaria, tanto el ciudadano común, cuanto el hombre público (el político, el juez, el deportista, el artista) y que si el humor trajera aparejada indemnizaciones a favor de quienes se sientan ofendidos por este tipo de sátiras, nuestros Tribunales se verían inundados de reclamos por daño moral con consecuencias imprevisibles, casi grotescas."

En el caso, Bussi se sintió injuriado por un sketch que salió al aire en el programa televisivo “Caiga quien Caiga” reconocido por satirizar la realidad política argentina. Es por ello que se entendió que la intención festiva, de jugar, de bromear que impide tomar en serio la declaración de voluntad, no produce el nacimiento de una obligación ni es punible por la simple manifestación verbal.

## Libros
En el año 1993 editó, junto a Alejandro Rozitchner, el libro Saquen una hoja. Manual de supervivencia para el estudiante secundario. Un análisis sobre la educación media argentina en el cual se entremezclan capítulos narrativos que describen situaciones típicas de la vida secundaria con capítulos en los que se intenta analizar y comprender lo que sucede en los colegios, con otros capítulos en los que se presenta una serie de propuestas concretas para que los estudiantes puedan hacerle frente a algunos de los problemas más comunes vividos en ese universo. Estos últimos capítulos son los que hacen del libro un verdadero manual, y permiten a los estudiantes secundarios no sólo sobrevivir al colegio sino también tomar iniciativas, pasar a la acción.
Al año siguiente presentó, nuevamente junto a Alejandro Rozitchner, un segundo libro titulado Cómo educar a los padres. Una serie de relatos entrecruzados sobre situaciones entre padres e hijos, con algunos episodios clásicos de momentos conflictivos compartidos en las familias. Un libro que aplica el método del delirio y del sentimiento para trabajar sobre su tema, con una escritura libre y graciosa.

## Unidades de negocios
- Vorterix S.A. es una nueva experiencia integral multimedia, única en el país. Transmitiendo desde su sede central en Colegiales, en HD y para todo el planeta. En 2011, Mario Pergolini abandona Rock & Pop luego de más de 20 años en la misma emisora y comienza un proyecto propio bajo el nombre de Vorterix Rock. Esto no solo incluye la radio sino también un sitio web donde se transmiten recitales en HD y un teatro para 1500 personas (Antiguo Teatro Argos o Colegiales). El teatro se reinauguró el 25 de mayo de 2012

- Cuatro Cabezas es una empresa de contenidos multimedia creada por Diego Guebel y Mario Pergolini en 1993. Sus trabajos abarcan diferentes áreas como televisión (CQC, El Rayo, Algo habrán hecho, entre otros); en cine (Plata quemada y La ciénaga);[14] en radio (X4) e Internet (Datafull). Asociado a SION, Pergolini trabajo en conjunto con Hernán Arrojo para la creación del proveedor más grande de internet de Argentina. Actualmente es la imagen voz de SION en Radio. En el año 2007, Guebel y Pergolini vendieron la empresa en su totalidad al grupo neerlandés Eyeworks por 40 millones de dólares (dato no oficial).[15][16]

## Trayectoria

### Radio
Radio Belgrano
- 1981-1982: Todo mal

Radio Continental
- 1983: Feedback

Radio Del Plata
- 1984: Feedback

Rock & Pop
- 1985-1989: Feedback
- 1990-1991: Malas Compañías
- 1991: Tiempo perdido
- 1992: Podría ser peor
- 1993-2011: ¿Cuál es?
- 2003-2007: Rock & Pop Ranking

Vorterix
- 2012-2015: Tenemos malas noticias
- 2012-2015: Newsterix
- 2016: Mala mía
- 2016: Vorterix Ranking
- 2017-2024: Maldición va a ser un día hermoso
- 2025: Deja que entre el Sol

### Televisión
Televisión Pública (también entonces Argentina Televisora Color)
- 1985-1986: Cable a tierra
- 1985-1989:Badía y compañía
- 1991: La TV ataca

El Trece
- 1995-1996: Poliladron
- 2001-2005: Caiga quien caiga
- 2002: Camino a la Gloria
- 2004: Floricienta
- 2005: Algo habrán hecho por la historia argentina
- 2011: Los Únicos
- 2025: Otro día perdido

América TV (también entonces Canal 2)
- 1989: Penúltimo momento
- 1993: La TV ataca
- 1995-1999: Caiga quien caiga
- 1996: La Televisión

Cablevisión
- 1990: Videolínea

El Nueve
- 1992: La TV ataca
- 1992-1993: Hacelo por mí
- 1994: Turno tarde

MTV Latinoamérica
- 2002: MTV Video Music Awards Latinoamérica

Fox Channel
- 2003: Top 20 de Los Simpson

Telefe (también entonces Canal 11)
- 1988: Rock & Pop TV
- 2006-2008: Caiga quien caiga
- 2006: Algo habrán hecho por la historia argentina
- 2007: El Gen Argentino

Natgeo
- 2015: Los 2000: La década que vivimos todos

## Premios
- Premio Martín Fierro 1992: animación
- Premio Konex 2001: producción